# لولا اندرسون
لولا اندرسون (انگلیسی: Lola Anderson؛ زادهٔ ۱۶ آوریل ۱۹۹۸) قایقران روئینگ زن اهل بریتانیا است.
وی در مسابقات کشوری و بین‌المللی در مجموع برندهٔ ۴ مدال طلا، ۱ مدال برنز شده است.